# Elephantomyia zealandica
Elephantomyia zealandica là một loài ruồi trong họ Limoniidae. Chúng phân bố ở miền Australasia.